# Gonomyia (Leiponeura) nigrohalterata
Gonomyia (Leiponeura) nigrohalterata is een tweevleugelige uit de familie steltmuggen (Limoniidae). De soort komt voor in het Australaziatisch gebied.